# Allah Rakha (film)
Pour plus de détails, voir Fiche technique et Distribution.
Allah Rakha est un film d'action de Bollywood et du cinéma Masala, réalisé en 1986, par Ketan Desai. Le film met en vedette Jackie Shroff dans le rôle principal ainsi que Dimple Kapadia, Meenakshi Seshadri (en), Shammi Kapoor, Biswajeet (en) et Waheeda Rehman. Le film se distingue par le fait que le protagoniste, joué par Shroff, est musulman, ce qui est inhabituel dans le cinéma hindi. Le film connaît un succès modéré au box-office. Il est considéré comme un classique culte et un véritable divertissement masala.

## Fiche technique
Sauf indication contraire, les informations mentionnées dans cette section peuvent être confirmées par la base de données cinématographiques IMDb,  présente dans la section « Liens externes ».
- Titre : Allah Rakha
- Réalisation : Ketan Desai
- Scénario : K.K. Shukla (scénario) - Javed Siddiqi (dialogue)
- Musique : Anu Malik
- Production : Raju Kapadia - Mangal Mistry
- Langue : Hindi
- Genre : Film d'action
- Durée : 160 minutes (2 h 40)
- Dates de sorties en salles :
  -  Inde : 15 août 1986